# Vlag van Nachitsjevan
De functie van de vlag van Nachitsjevan is officieel toebedeeld aan de vlag van Azerbeidzjan. In het verleden had het gebied echter wel eigen vlaggen.
Nachitsjevan, een exclave van het sinds 1991 onafhankelijke Azerbeidzjan, was tot 1991 een autonome socialistische sovjetrepubliek van de Azerbeidzjaanse SSR binnen de Sovjet-Unie. De eerste Nachitsjevaanse vlag werd in 1937 aangenomen; in 1940 en 1945 en 1956 en in 1978 werden nieuwe ontwerpen aangenomen.

Vlag van Nachitsjevan, 1937-1940
Vlag van Nachitsjevan, 1940-1945
Vlag van Nachitsjevan, 1945-1956
Vlag van Nachitsjevan, 1956-1978
Vlag van Nachitsjevan, 1978-1991
Vlag van Azerbeidzjan, sinds 1991